# Mycalesis violascens
Mycalesis violascens är en fjärilsart som beskrevs av Aurivillius 1898. Mycalesis violascens ingår i släktet Mycalesis och familjen praktfjärilar. Inga underarter finns listade i Catalogue of Life.